# Słoneczniczek
Słoneczniczek, skwarota, heliopsis (Heliopsis Pers.) – rodzaj roślin z rodziny astrowatych. Wyróżnia się w jego obrębie ok. 15–18 gatunków. Zasięg rodzaju obejmuje wschodnią i południową część Ameryki Północnej oraz północną część Ameryki Południowej. Centrum zróżnicowania rodzaju stanowi Meksyk – większość gatunków rośnie tylko w tym kraju. Słoneczniczek szorstki H. helianthoides został rozpowszechniony jako roślina ozdobna i zdziczały rośnie także w Europie i Azji. W Polsce ma status efemerofita.
Amid scabrin pozyskany z korzeni H. longipes jest wykorzystywany jako insektycyd.

## Morfologia
PokrójByliny, rzadko rośliny roczne, o łodygach wyprostowanych lub nieco pokładających się, osiągających od 30 do 150 cm wysokości, rozgałęzionych u nasady lub na całej długości pędu.
LiścieTylko łodygowe, naprzeciwległe i ogonkowe. Blaszka od nasady z trzema głównymi wiązkami przewodzącymi, trójkątna, jajowata do lancetowatej, piłkowana lub ząbkowana, owłosiona lub naga.
KwiatyZebrane w koszyczki powstające pojedynczo na szczycie pędu. Okrywy półkuliste o średnicy od 8 do 14 mm. Listki okrywy wyrastają w dwóch lub trzech rzędach, są trwałe, jajowate lub owalne, dolne liściopodobne. Dno kwiatostanowe wypukłe, z plewinkami. Brzeżne kwiaty języczkowe są żeńskie i płodne, jest ich od 5 do 20 (czasem brak ich zupełnie), ich korona jest żółta lub pomarańczowa. Kwiaty rurkowe wewnątrz koszyczka są obupłciowe i płodne, jest ich od 30 do znacznie ponad 100. Ich korony są żółte, fioletowe lub brązowe. Łatki na końcach rurki korony są trójkątne i jest ich 5.
OwoceCzarne lub ciemnobrązowe niełupki są obłe na przekroju, czasem słabo trój- lub czterokanciaste. Puchu kielichowego brak lub składa się z trwałych, zrośniętych łusek.

## Systematyka
Pozycja systematyczna
Rodzaj z plemienia Heliantheae w podrodzinie Asteroideae z rodziny astrowatych Asteraceae.
Wykaz gatunków
- Heliopsis annua Hemsl.
- Heliopsis anomala (M.E.Jones) B.L.Turner
- Heliopsis buphthalmoides (Jacq.) Dunal
- Heliopsis decumbens S.F.Blake
- Heliopsis filifolia S.Watson
- Heliopsis gracilis Nutt.
- Heliopsis helianthoides (L.) Sweet – słoneczniczek szorstki
- Heliopsis lanceolata S.F.Blake
- Heliopsis longipes S.F.Blake
- Heliopsis novogaliciana B.L.Turner
- Heliopsis parviceps S.F.Blake
- Heliopsis parvifolia A.Gray
- Heliopsis procumbens Hemsl.
- Heliopsis sinaloensis B.L.Turner
- Heliopsis suffruticosa Ram.-Noya & S.González